# Компактвен

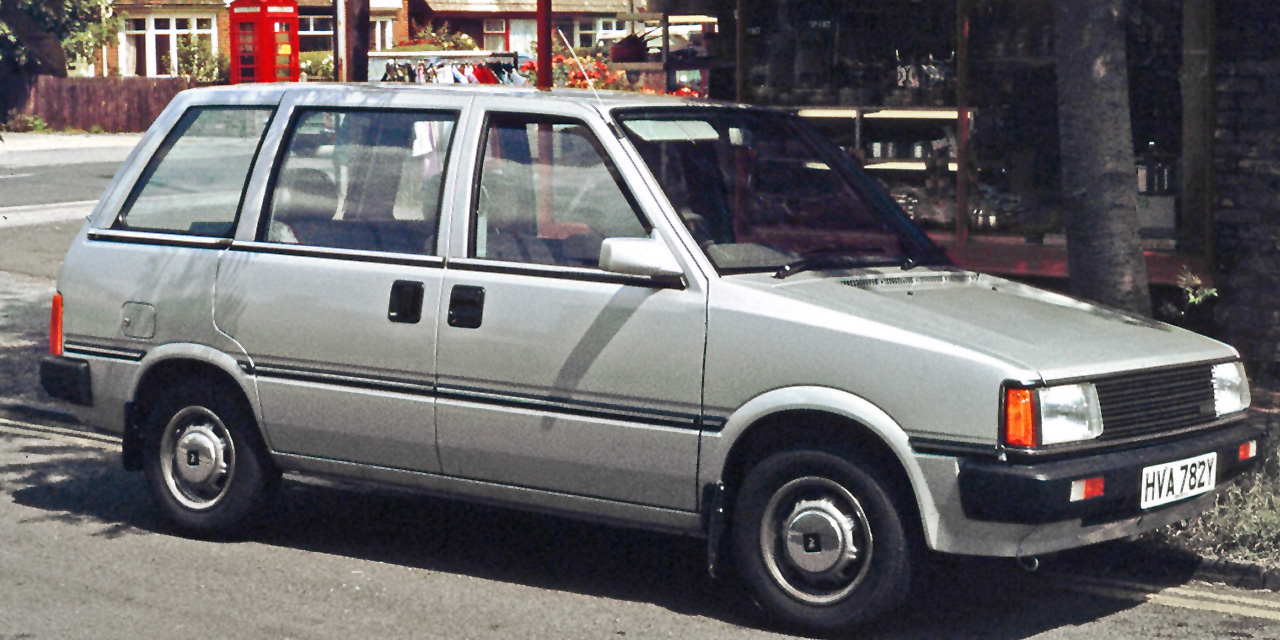
Один із перших компаквенів:
Nissan Prairie (1982)

Компактвени — автомобілі за формою кузова подібні до мінівенів, але трохи менші від них за розміром, з довжиною кузова від 4,20 до 4,65 метрів.

## Опис

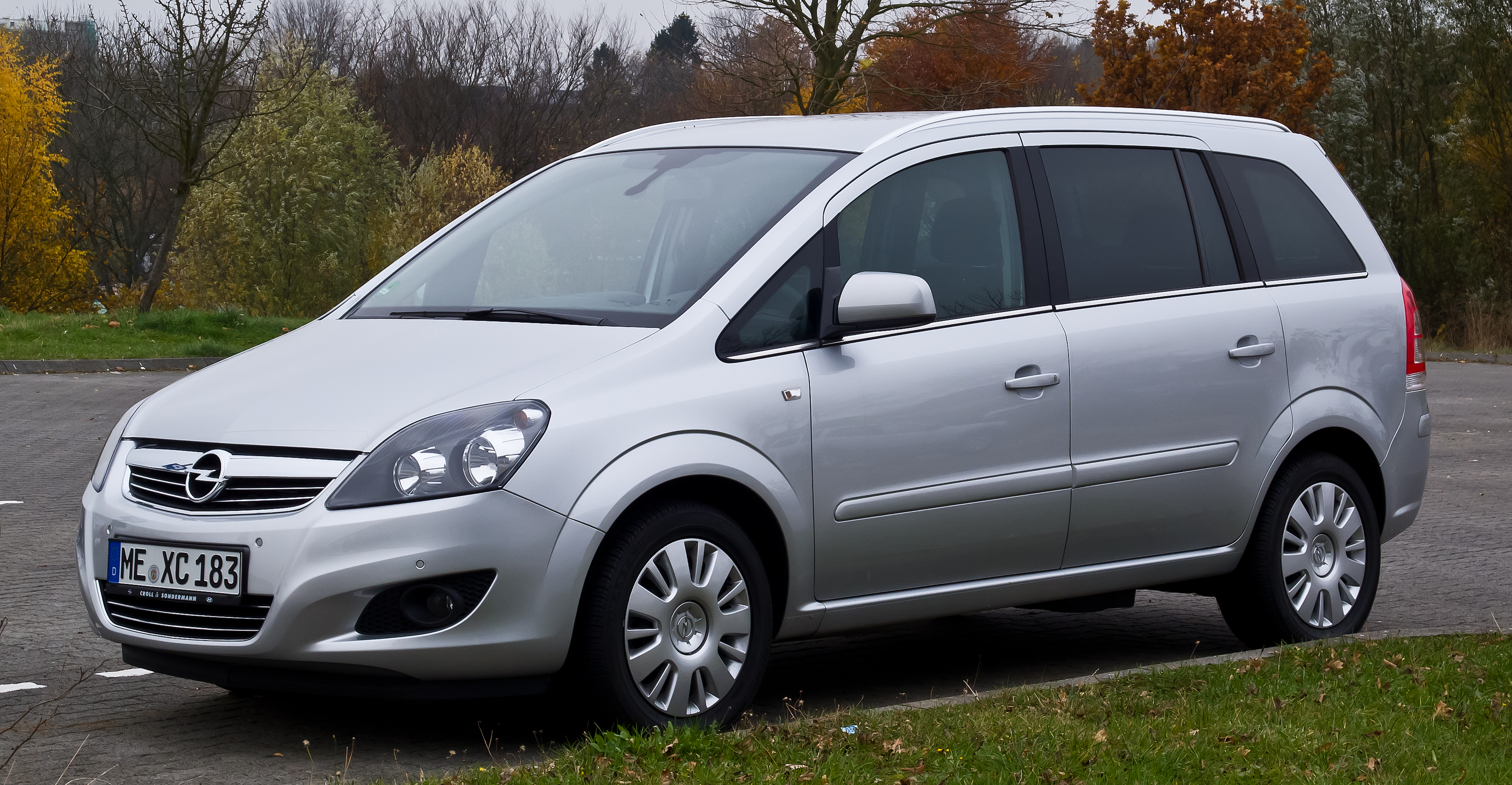
Opel Zafira (B)

Основними особливостями цього класу автомобілів є підвищена посадка сидіння в поєднанні з висотою автомобіля від 150 см до 170 см і можливістю трансформації салону. У більшості випадків другий ряд сидінь складається з трьох окремих сидінь, які можна скласти, нахилити та повністю зняти, відкриваючи вантажний простір, еквівалентний простору фургона. Недоліком окремих сидінь порівняно з класичною лавою є те, що місце сидіння заздалегідь визначене, крайні сидіння зсунуті ближче до вікна та залишають мало місця для ліктів, тоді як середнє сидіння вужче та незручніше. Тому на більшості моделей ви можете зняти середнє сидіння та перемістити крайні сидіння всередину. З цієї ж причини не дуже вдалим був Fiat Multipla і Honda FR-V з трьома сидіннями в першому ряду і трьома в другому. Зі складеною спинкою середнє сидіння також може служити місцем для зберігання речей або ігровим столом, а в деяких моделях автомобілів сидіння в першому ряду можна повертати на 180 градусів, щоб ви могли сидіти одне навпроти одного під час перерв, як у купе поїзда.

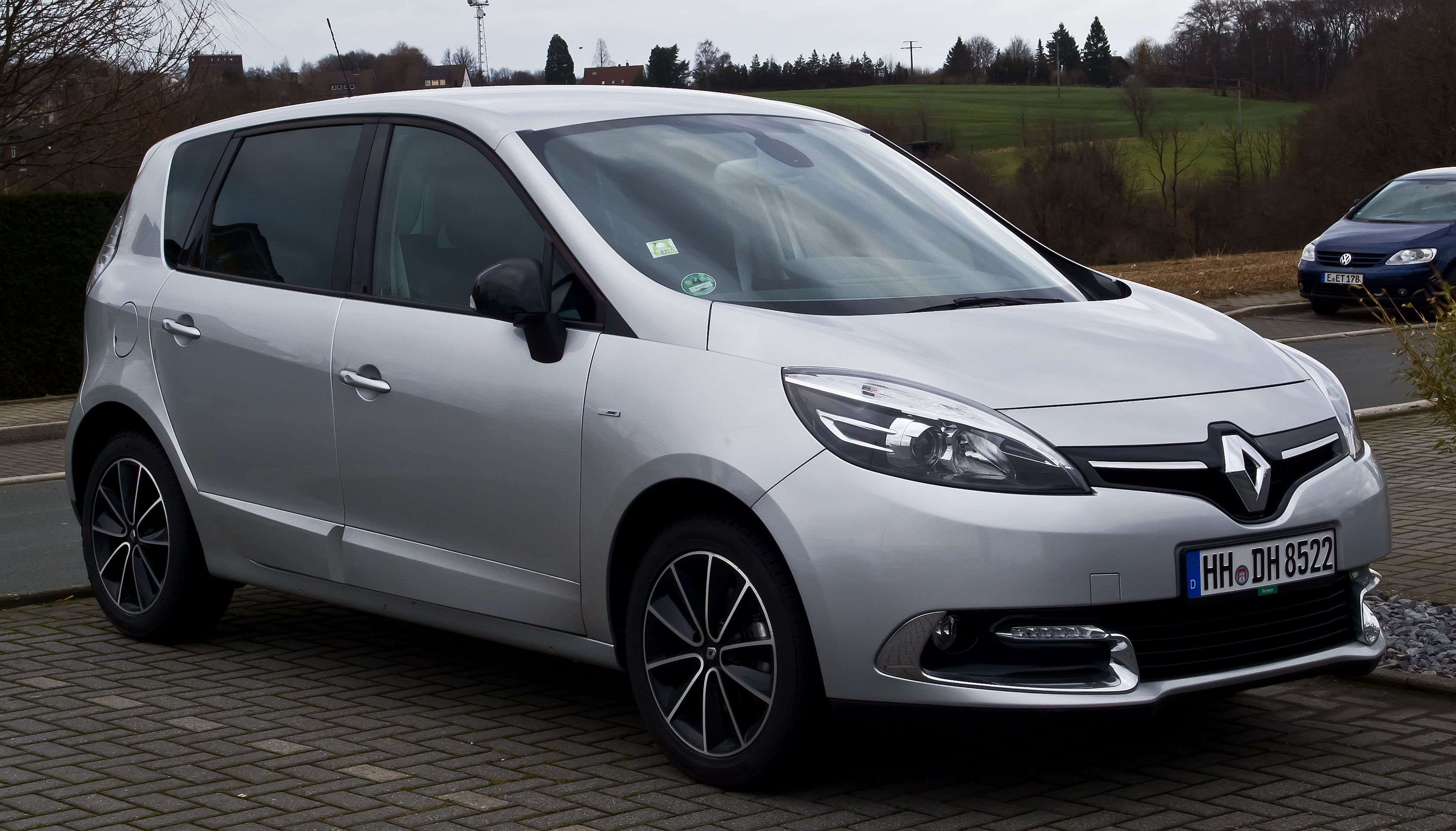
Renault Scénic (III)

## Історія
Попередниками сегменту компактвенів є концепт AMC 80 AM Van 1977 року, Lancia Megagamma 1978 року та концептуальні автомобілі Lada X-1 1982 року.
Ранні серійні моделі компактних MPV включають Nissan Prairie 1982 року випуску та Mitsubishi RVR 1991 року випуску (продаються як «Space Runner» у Європі та «Expo LRV» у Сполучених Штатах). Інші включають Honda Civic Wagon 1984–1987 років і Tercel Wagon 1982–1988 років. Nissan Axxess мав обмежений простір позаду сидінь другого ряду, але мав задні розсувні двері з обох боків, що робило його схожим на мінівен, який «збавили в сушарці». Mazda 5 з 2005 по 2015 роки.
Деякі стверджують, що Renault Scénic 1996 року приписують створення сегменту компактних MPV.
Opel Zafira 1999 року був першим компактним семимісним MPV.